# Tiamilal
Tiamilal é um barbitúrico, geralmente administrado por via intravenosa, para induzir anestesia de curta duração. Também é usado para indução do sono, por agir como hipnótico.